# 第二十三日東丸
第二十三日東丸（だいにじゅうさんにっとうまる）とは日本の漁船で特設監視艇。

## 船歴
日本海軍は太平洋東方面の警戒を強化するため1941年（昭和16年）末から監視網の増設と強化を図り116隻の監視艇を徴用配備し、第一、第二、第三監視艇隊を編成した。「第二十三日東丸」はこのとき徴用された漁船の一隻で、すくなくとも13ミリ機銃一丁を装備していたと考えられる。
1941年（昭和16年）12月1日に特設監視艇として徴用。第五艦隊の第二監視艇隊（1942年2月1日編成）に所属。第二監視艇隊は第二十二戦隊および第一、第三監視艇隊とともに哨戒部隊（軍隊区分、2月1日発令）として日本本土の東方で哨戒任務に従事した。
特設砲艦「安州丸」（朝鮮郵船、2,601トン）および他の監視艇12隻と共に1942年2月17日に横須賀から哨戒に出撃。これらは3月6日までに釧路に帰投した。次の出撃は3月12日で、釧路より出撃し哨戒に従事して3月28日までに釧路に帰投した。
4月4日、特設巡洋艦「粟田丸」、特設砲艦「安州丸」および「第二十三日東丸」を含む監視艇17隻は釧路より出撃。4月17日に次の部隊と交代して帰路についた。
4月18日、釧路へ向かっていた「第二十三日東丸」は6時30分（日本時間、以下同じ）に北緯36度東経152度10分で敵飛行機発見を報告。次いで敵空母発見も報告（6時50分）。約30分間で合計6通の報告を行った後消息を絶った。「第二十三日東丸」は日本本土空襲を企図して接近中であったアメリカ艦隊（空母 エンタープライズ、ホーネットなど）と遭遇し、撃沈されたのであった。6時41分、アメリカ艦隊の中の一隻、軽巡洋艦「ナッシュヴィル」は60から100トン、全長21メートルの漁船を発見。砲撃許可を求め、許可を得られると6時53分に砲撃を開始したが、命中するまでに29分の時間と6インチ砲弾915発を消費した。こうして沈められたのが「第二十三日東丸」であり、7時23分に沈没。生存者2名が確認されたものの「ナッシュビル」到着前に沈んでしまっており、艇長中村盛作兵曹長以下乗員14名全員戦死となった。
後日、日本海軍は「第二十三日東丸」に対し感状を授与した（昭和18年3月15日附）。

## 艇長
- 中村盛作 兵曹長[1]